# Pelamida obecná
Pelamida obecná (Sarda sarda) je dravá mořská ryba z čeledi makrelovitých.

## Popis
Pelamida obecná dosahuje běžně délky 50 cm, maximální zjištěná délka je 91 cm. Dospělosti dosahuje při velikosti kolem 37 cm. Má dlouhé vřetenovité tělo, které je celé pokryté šupinami. Hřbetní ploutev má 20 až 23 postupně se zkracujících trnů, které po velmi krátké mezeře pokračují 15 až 18 měkkými paprsky ve druhé hřbetní ploutvi. Řitní ploutev má 14 až 17 měkkých paprsků.

## Chování
Pelamida obecná žije v hejnech, je tažná. Většinu života žije v hloubce do 200 metrů (tj. jde o rybu epipelagickou), konkrétně v hloubkách mezi 80 až 200 metry. Vyskytuje se v předbřežním pásu od čáry odlivu po okraj pevninského šelfu, tj. je neritickou rybou.

## Význam
Pelamida obecná je hospodářsky významná ryba.